# 穂波村 (愛知県)
穂波村（ほなみむら）は、愛知県丹羽郡にかつてあった村である。
現在の一宮市の一部（定水寺・春明・西大海道など）に該当する。

## 歴史
- 1878年（明治11年）12月28日 - 下奈良村と下奈良酉新田が合併し、春明村となる。
- 1889年（明治22年）10月1日 - 定水寺村、春明村、西大海道村が合併し発足。
- 1906年（明治39年）7月1日 - 浅淵村、赤羽村、時之島村、瀬部村と合併し、西成村発足[1]。同日穂波村は廃止。